# 凱菲·法瑟特

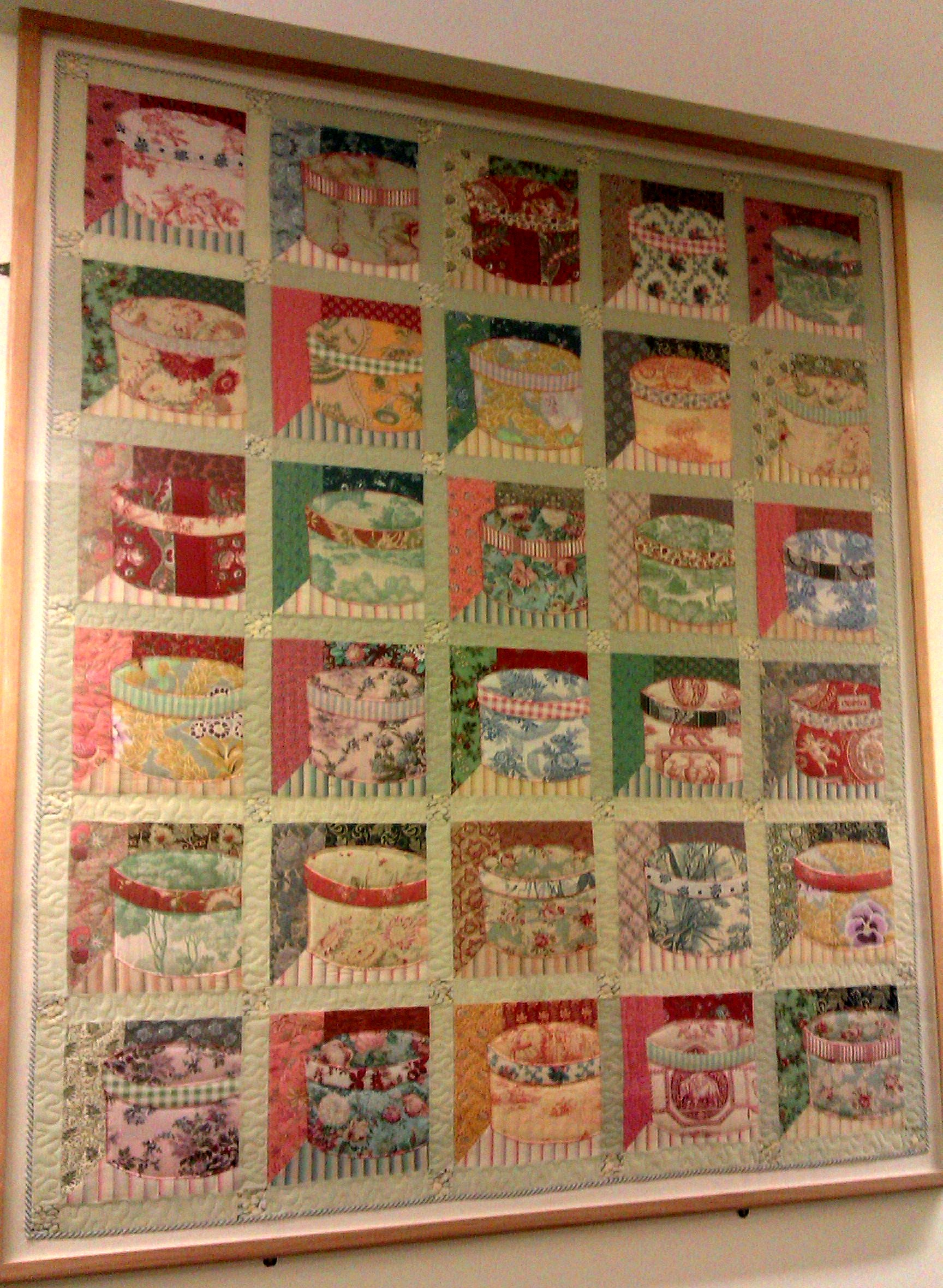
凯菲·法瑟特的被子

凱菲·法瑟特（1937年—）是一位出生於舊金山的織品藝術家，作品的色彩相當強烈，他在1964年移居英國。
法瑟特19歲時獲得波士頓博物館藝術學校的獎學金，但後來為了要在倫敦繪畫而停止了學業。
法瑟特的作品1988年時曾在英國维多利亚和阿尔伯特博物馆個展，是在世的織品藝術家第一位在博物館做個人的展覽，此展相當成功，之後又巡迴了九個國家展出。
法瑟特本身也是一位作家，出版甚多的手工藝相關書籍，領域從編織、拼布、刺繡到陶藝、繪畫等，特色都是相當鮮艷的色彩與圖騰。此外，他也在英國電視頻道BBC主持名為Glorious Color的手工藝節目。

## 相關連結
- 法瑟特官方網站（页面存档备份，存于）